# Fernanda Serrano
Maria Fernanda Graça Serrano mais conhecida por Fernanda Serrano (Lisboa, 15 de novembro de 1973) é uma atriz, dobradora, modelo e apresentadora de televisão portuguesa. Modelo desde os quinze anos de idade, estreia-se em 1996 como actriz ao participar, em Barcelona, na longa-metragem Muere, Mi Vida. Torna-se conhecida por ser protagonista em diversas telenovelas.

## Biografia e carreira
Maria Fernanda Graça Serrano, nasceu na cidade de Lisboa, a 15 de Novembro de 1973. 
Em jovem cantou numa banda de rock e fez parte de um grupo no liceu chamado KGB (Klube Geral da Borga). Aos 15 anos os amigos inscreveram-na num concurso de moda, e é então que Fernanda entra para a agência de modelos "Perfil 35". Foi em 1994 que recebeu um convite da agência "Look Elite", actual "Elite Models", e foi a partir que seguiu a carreira de modelo. Estava a meio ano do curso de Tradutores/Intérpretes, na Universidade Autónoma de Lisboa, quando decidiu interromper os estudos para viajar para Barcelona onde trabalhou como manequim, durante seis meses. Foi nessa altura que surgiu a oportunidade de fazer um casting para a longa-metragem "Muere Mi Vida", de Mar Tangariona, tendo conseguido um dos papéis principais.
Regressou a Portugal já como actriz, e foi em meados de Setembro de 1995 que ouviu falar numas audições para um concurso de televisão, e foi quando decidiu enveredar por uma carreira de apresentadora. Foi escolhida então para a apresentação do programa Noite de Reis, na RTP e Olhó Vídeo, na TVI.
Apesar de tudo, não pôs de lado a representação e enviou currículos para a NBP, tendo acabado por ficar com um papel principal na telenovela A Grande Aposta (1997), de Tozé Martinho. Depois fez parte do elenco de luxo da telenovela Os Lobos e, a par disso, em 1999, protagoniza a série de sucesso da SIC, Jornalistas. Nesse mesmo ano, estreou-se na produção cinematográfica portuguesa no filme Jaime, de António Pedro Vasconcelos, onde mereceu o papel da protagonista e ainda contracenou com Alexandra Lencastre no telefilme da SIC Passeio no Parque.
Integrou também o elenco dos telefilmes Teorema de Pitágoras, de Gonçalo Galvão Telles (2000) e Um Passeio No Parque, de Marie Brand (2000), além de diversas séries e novelas.
Depois de vários projetos na ficção da RTP e SIC, estreia-se, em 2000, na ficção da TVI, com a telenovela Jardins Proibidos. É então nas novelas que ganha protagonismo, tendo integrado o elenco de várias produções da estação, logo depois de Jardins Proibidos, como Filha do Mar (2001), Amanhecer (2002), Queridas Feras (2003) ou Dei-te Quase Tudo (2005).
Em 2002, entra no filme A Bomba, dirigido por Leonel Vieira.
Foi após a novela Tu e Eu, que Fernanda Serrano começou a sair do ecrã televisivo, devido, primeiramente, à chegada do seu segundo filho, segundo, ao cancro da mama, que acabou por vencer, e terceiro, a uma nova gravidez, desta vez de risco, uma vez que engravidou logo após aos tratamentos. Converteu-se ao Catolicismo em 2009, sendo baptizada aos 35 anos.
Regressa à TVI e para festejar o seu regresso assina contrato de exclusividade com a estação televisiva, e integra o núcleo protagonista da novela Sedução, em 2010, no papel de Júlia, a vilã da história. Atualmente é uma das atrizes mais requisitadas do canal, integrando e protagonizando o elenco de várias telenovelas do canal.
Em 2012, regressa à apresentação de programas após oito anos ligada exclusivamente à representação, apresentando o reality show da TVI, A Grande Aventura. No mesmo ano, protagoniza a novela Louco Amor, ao lado de Nicolau Breyner.
Em Maio de 2013, lança o Livro "Também há finais felizes" onde revela, surpreendendo, que foi vítima de negligência médica. Na televisão, foi jurada da terceira edição do talent show da TVI, A Tua Cara Não Me É Estranha.
No teatro, participou na peça Partitura Inacabada de Anton Tchekhov, encenado por Paulo Matos, no Teatro da Trindade. Em 2005 integrou Confissões das Mulheres de 30, no Teatro Armando Cortez.
Em 2014 volta ao teatro com a peça "40 e então?", que fala sobre a vida a partir dos 40 anos. Ainda em 2014, além do teatro, fez também televisão e cinema, sendo uma das protagonistas de Mulheres, na TVI,  e interpreta a personagem Luísa, no filme de António-Pedro Vasconcelos, Os Gatos Não Têm Vertigens e Maria da Piedade em Eclipse em Portugal.
Depois de Mulheres, em 2014, reforça o elenco de várias novelas da TVI, como A Impostora (2016), Jogo Duplo (2017), Amar Depois de Amar (2019) ou Amar Demais (2020).
Em 2019, substitui Fátima Lopes na apresentação do programa das tardes da TVI, A Tarde É Sua, durante o período de férias da apresentadora.  No mesmo ano apresenta o talk-show O Resto É Conversa, para o mesmo canal. Entra também no filme de Vicente Alves do Ó, Quero-te Tanto! Escreveu ainda, Viva a Vida.
Protagonizou a novela da TVI, Quero É Viver, com São José Lapa, Rita Pereira, Sara Barradas e Leonor Seixas, em 2022.
Em 2023, em mote de celebração do seu cinquentenário, a atriz escreve o seu quarto livro, Não Há Vidas Perfeitas.
Em 2024, participa na novela Cacau e volta ao papel de apresentadora, substituindo Manuel Luís Goucha, na condução do programa Goucha, enquanto o comunicador se encontrava de férias, em 2024.
Em 2025, integra o elenco de A Protegida.

## Vida pessoal
Filha única de Ercília Serrano (04 de Outubro de 1950) e Jaime Serrano (1945), Fernanda foi casada com o apresentador Pedro Miguel Ramos, de 28 de agosto de 2004 a 4 de junho de 2019. Têm quatro filhos: Pedro Manuel Santiago (4 de março de 2005 (20 anos)), Laura (18 de dezembro de 2007 (17 anos)), Maria Luísa (8 de junho de 2009 (16 anos)) e Caetana (3 de julho de 2015 (10 anos)).
Depois do divórcio iniciou uma relação com o treinador pessoal Ricardo Pereira.

## Filmografia

### Televisão
| Ano         | Projeto                                   | Papel                     | Notas                                                       | Canal |
| ----------- | ----------------------------------------- | ------------------------- | ----------------------------------------------------------- | ----- |
| 1995        | Noite de Reis                             | Ela própria               | Apresentadora                                               | RTP1  |
| 1996        | Desafios                                  | Ela própria               | Apresentadora, ao lado de Maria João Bastos                 | TVI   |
| 1997        | A Noite Mais Badalada                     | Adolescente               | Participação Especial                                       | RTP1  |
| 1997 - 1998 | A Grande Aposta                           | Carlota Costa             | Participação Especial                                       | RTP1  |
| 1998        | Docas 2                                   | Vários Papéis             | Participação Especial                                       | RTP1  |
| 1999        | Nós os Ricos                              | Cláudia                   | Participação Especial                                       | RTP1  |
| 1999        | Nós os Ricos                              | Natália                   | Participação Especial                                       | RTP1  |
| 1999        | Os Lobos                                  | Marlene                   | Elenco Principal                                            | RTP1  |
| 1999        | Elite Model Look                          | Ela Própria               | Apresentadora, ao lado de Pedro Miguel Ramos                | TVI   |
| 1999        | Médico de Família                         | Ela própria               | Participação Especial                                       | SIC   |
| 1999 - 2000 | Jornalistas                               | Ana                       | Protagonista                                                | SIC   |
| 2000        | Alta Fidelidade                           | Jornalista                | Participação Especial                                       | SIC   |
| 2000        | Agora É Que São Elas                      | Vários papéis de humor    | Participação Especial                                       | RTP1  |
| 2000        | Conde de Abranhos                         | Luísa Fradinho            | Elenco Principal                                            | RTP1  |
| 2000        | Insólitos                                 | Laura                     | Elenco Principal                                            | RTP1  |
| 2000 - 2003 | Olhó Vídeo                                | Ela própria               | Apresentadora                                               | TVI   |
| 2000 - 2001 | Jardins Proibidos                         | Alexandra Alves           | Elenco Principal                                            | TVI   |
| 2001        | Teorema de Pitágoras                      | Sofia Salgado             | Antagonista                                                 | SIC   |
| 2001        | Querido Professor                         | Cristina                  | Elenco Principal                                            | SIC   |
| 2001 - 2002 | Filha do Mar                              | Sofia Moreira de Campos   | Elenco Principal                                            | TVI   |
| 2002 - 2003 | Amanhecer                                 | Anabela Gomes             | Protagonista                                                | TVI   |
| 2003 - 2004 | Queridas Feras                            | Mónica Rodrigues          | Protagonista                                                | TVI   |
| 2004 - 2005 | Inspector Max                             | Lúcia Sousa               | Participação Especial                                       | TVI   |
| 2004 - 2005 | Inspector Max                             | Cristina «Tina» Picão     | Participação Especial                                       | TVI   |
| 2005 - 2006 | Dei-te Quase Tudo                         | Ana Maria Capelo          | Co-Protagonista                                             | TVI   |
| 2006 - 2007 | Tu e Eu                                   | Débora Duarte             | Antagonista                                                 | TVI   |
| 2008        | Casos da Vida                             | Laura                     | Participação Especial                                       | TVI   |
| 2010 - 2011 | Sedução                                   | Júlia Alves Soares        | Antagonista                                                 | TVI   |
| 2012        | A Grande Aventura                         | Ela Própria               | Apresentadora                                               | TVI   |
| 2012        | A Casa das Mulheres                       | Filipa                    | Protagonista                                                | TVI   |
| 2012        | Não Desistas de Mim                       | Catarina                  | Protagonista                                                | TVI   |
| 2012 - 2013 | Louco Amor                                | Violeta Martins           | Protagonista                                                | TVI   |
| 2013        | A Tua Cara Não Me É Estranha (3.ª edição) | Ela própria               | Jurada                                                      | TVI   |
| 2013        | Mundo ao Contrário                        | Cândida                   | Participação Especial                                       | TVI   |
| 2014        | Giras & Falidas                           | Ela Própria               | Participação Especial                                       | TVI   |
| 2014 - 2015 | Mulheres                                  | Marlene Canelas           | Protagonista                                                | TVI   |
| 2014 - 2015 | Mulheres                                  | Camila Andrade            | Protagonista                                                | TVI   |
| 2016 - 2017 | A Impostora                               | Diana Martins Varela      | Protagonista (T1) Antagonista (T2)                          | TVI   |
| 2016 - 2017 | A Impostora                               | Paula                     | Protagonista (T1) Antagonista (T2)                          | TVI   |
| 2017 - 2018 | Jogo Duplo                                | Maria João Barbosa        | Protagonista                                                | TVI   |
| 2019        | Amar Depois de Amar                       | Laura Meireles            | Co-Protagonista                                             | TVI   |
| 2019        | A Tarde É Sua                             | Ela própria               | Apresentadora substituta, nas ausências de Fátima Lopes     | TVI   |
| 2019        | O Resto É Conversa                        | Ela própria               | Apresentadora                                               | TVI   |
| 2020 - 2021 | Amar Demais                               | Vanda Gonçalves Rodrigues | Antagonista                                                 | TVI   |
| 2022 - 2023 | Quero é Viver                             | Natália Rosa Lobo Andrade | Protagonista                                                | TVI   |
| 2023 - 2024 | Morangos com Açúcar                       | Dalila Castro             | Elenco Principal                                            | TVI   |
| 2024        | Cacau                                     | Júlia Saavedra            | Elenco Principal                                            | TVI   |
| 2024 - 2025 | Em Família                                | Ela própria               | Apresentadora substituta                                    | TVI   |
| 2024        | Goucha                                    | Ela própria               | Apresentadora substituta, na ausência de Manuel Luís Goucha | TVI   |
| 2025        | A Protegida                               | Clarice Azevedo           | Elenco Principal                                            | TVI   |
| 2025        | Mulheres, às Armas                        | Virgínia                  | Elenco Principal                                            | TVI   |

### Especiais / Outros
| Ano  | Título                   | Notas                 | Canal |
| ---- | ------------------------ | --------------------- | ----- |
| 2020 | Nunca Desistir           | Apresentadora         | TVI   |
| 2020 | Portugal na TVI          | Apresentadora         | TVI   |
| 2021 | All Together Now         | Jurada Convidada      | TVI   |
| 2023 | Toda a Gente Me Diz Isso | Participação Especial | TVI   |
| 2023 | Há Festa no Hospital     | Apresentadora         | TVI   |
| 2024 | Arraial TVI              | Apresentadora         | TVI   |

### Cinema
| Ano  | Título                     | Papel       |
| ---- | -------------------------- | ----------- |
| 1996 | Mor, Vida Meva             | Cristina    |
| 1999 | Jaime                      | Marta       |
| 2000 | Um passeio no Parque       | Rita        |
| 2001 | O Canalizador              |             |
| 2001 | Teorema de Pitágoras       |             |
| 2002 | A Bomba                    | Andreia     |
| 2007 | Julgamento                 |             |
| 2014 | Os Gatos não Têm Vertigens | Luísa       |
| 2014 | Eclipse em Portugal        | Maria da Fé |
| 2019 | Quero-te Tanto!            | Delfina     |

### Dobragens
| Ano  | Título                                    | Personagem       |
| ---- | ----------------------------------------- | ---------------- |
| 2002 | Planeta do Tesouro                        | Mãe de Jim       |
| 2007 | E Não Viveram Felizes para Sempre         | Cinderela (Ella) |
| 2008 | O Panda do Kung Fu                        | Tigresa          |
| 2010 | Marmaduke                                 |                  |
| 2010 | Cães e Gatos: A Vingança de Kitty Galores |                  |
| 2011 | O Panda do Kung Fu 2                      | Tigresa          |
| 2016 | O Panda do Kung Fu 3                      | Tigresa          |
| 2016 | O Amigo Gigante                           | Mary             |